# Sarcophyton boettgeri
Sarcophyton boettgeri is een zachte koraalsoort uit de familie Alcyoniidae. De koraalsoort komt uit het geslacht Sarcophyton. Sarcophyton boettgeri werd in 1896 voor het eerst wetenschappelijk beschreven door Schenk. 